# Мертинген
Мертинген (њем. Mertingen) општина је у њемачкој савезној држави Баварска. Једно је од 43 општинска средишта округа Донау-Рис. Према процјени из 2010. у општини је живјело 3.764 становника. Посједује регионалну шифру (AGS) 9779181. Мертинген је познат по фабрици мљечних производа који се зове Цот.

## Географски и демографски подаци
Мертинген се налази у савезној држави Баварска у округу Донау-Рис. Општина се налази на надморској висини од 411 метара. Површина општине износи 38,4 km². У самом мјесту је, према процјени из 2010. године, живјело 3.764 становника. Просјечна густина становништва износи 98 становника/km².

## Међународна сарадња
| Мјесто | Држава    | Врста сарадње | Од    |
| ------ | --------- | ------------- | ----- |
|        | Француска | партнерство   | 1975. |
| Извор  |           |               |       |